# Moriondo Torinese
Moriondo Torinese (en français Moriond) est une commune italienne de la ville métropolitaine de Turin, dans la région Piémont.

## Administration
| Période                                  | Période  | Identité          | Étiquette | Qualité |
| ---------------------------------------- | -------- | ----------------- | --------- | ------- |
| 14 juin 2004                             | En cours | Giovanni Vergnano |           |         |
| Les données manquantes sont à compléter. |          |                   |           |         |

### Communes limitrophes
Moncucco Torinese, Castelnuovo Don Bosco, Mombello di Torino, Buttigliera d'Asti, Riva presso Chieri.